# 鈴木安蔵
鈴木 安蔵（すずき やすぞう、1904年3月3日 - 1983年8月7日）は、日本の法学者（憲法学者）・法制史家。静岡大学名誉教授。

## 経歴

### 出生から太平洋戦争終結まで
1904年、福島県相馬郡小高町（現・南相馬市）生まれ。相馬中学、二高を経て、京都帝国大学哲学科に入学。文学部哲学科に入学したものの、河上肇の影響を受けて経済学部に転じる。1926年（大正15年）京都学連事件で検挙され、この事件が治安維持法違反第1号となり、大学を自主退学、豊多摩刑務所で2年間服役した。出獄後は吉野作造（明治文化研究会を結成し『明治文化全集』を編集）の影響を受け、マルクス主義の立場から大日本帝国憲法の制定史を研究、1933年（昭和8年）、著書『憲法の歴史的研究』として刊行したが「唯物史観的」として発禁処分を受け学界からは完全にパージされてしまった。
しかしこの事件をきっかけに、吉野の死後明治文化研究会の会長に就任していた尾佐竹猛の知遇を受け、彼の慫慂により会の事務局格として活躍、1937年にはやはり尾佐竹の推薦で衆議院憲政史編纂委員に就任した。これ以後彼は、戦前期において実に20作以上に上る著作を発表し、また研究活動の過程で明治期の民権運動家による私擬憲法（憲法案）を発掘したことは、戦後の活動につながることになった。

### 戦後
長らく在野の身であったが、戦後は1952年に静岡大学教授となり、愛知大学教授を兼任した。1967年に静岡大学を退任後、名誉教授となった。その後は立正大学教授を務めた。教学外では、憲法改悪阻止各界連絡会議（憲法会議）結成に参加し、初代代表委員に就任。護憲運動のリーダーとしても活躍した。青山霊園の無名戦士墓に合葬されている。

## 思想ならびに業績
- 戦前期は左翼学生運動での検挙、著書の発禁など不遇の時期を過ごしていたが、明治文化研究会に参加し、在野の研究者としてマルクス主義者の立場から大日本帝国憲法をはじめとする憲法史・政治史を研究し、特に大日本帝国憲法の成立過程の実証研究をおこなった。
- 第二次世界大戦後は憲法研究会の発足に参加し、自らの憲法史研究をベースとして会による憲法私案「憲法草案要綱」をまとめた。

### 憲法研究会で憲法草案を提案
戦後の鈴木は、社会統計学者の高野岩三郎（元東大教授、後に初代NHK会長）らと「憲法研究会」を結成することになった。「憲法研究会」は、終戦直後の1945年10月末に高野が鈴木に提起し、同年11月5日、杉森孝次郎（元早大教授）、森戸辰男（元東大助教授で後に片山・芦田内閣の文部大臣）、室伏高信（評論家・元朝日新聞記者）、岩淵辰雄（政治評論家・元読売新聞政治記者）ら当時日本を代表する言論人が参加した、民間の憲法制定研究団体である。
この会で鈴木は憲法草案「第3案」をまとめ、会はこの案をベースに「憲法草案要綱」を作成、1945年12月26日に発表した。鈴木は、発表翌日の12月29日、毎日新聞記者の質問に対し、起草の際の参考資料に関して「明治15年に草案された植木枝盛の「東洋大日本国国憲按」や土佐立志社の「日本憲法見込案」など、日本最初の民主主義的結社 の母体たる人々の書いたものを初めとして、私擬憲法時代といわれる明治初期、真に大弾圧に抗して情熱を傾けて書かれた20余の草案を参考にした。また外国資料としては1791年のフランス憲法、アメリカ合衆国憲法、ソ連憲法、ワイマール憲法、プロイセン憲法である」と述べている。
結果として、「憲法草案要綱」はコートニー・ホイットニー准将らGHQによる憲法案を元に作られた現行日本国憲法と共通する部分を有するものとなっている。

### 戦時中の姿勢
上記のように護憲派の人物として知られた鈴木だが、戦時中は「即ち日本が大東亜共栄圏建設の指導、中核国家たるべきことは、あらゆる点よりみて絶対的客観性を有している」（『政治文化の新理念』、1942年、利根書房）、「東亜共栄圏の確立、東洋永遠の平和の確保と云うも、なお目的の究極を尽せるものとは云い難い。八紘一宇の大理想を以て皇道を全世界、全人類に宣布確立するにあると云わねばならないのである」（『日本政治の基準』、1941年、東洋経済新報社出版部）という大東亜共栄圏のイデオローグであった。『進歩的文化人　学者先生戦前戦後言質集』には鈴木について、つぎの副題が付けられている。

### 門下生
- 金子勝 (法学者) - 立正大学名誉教授

## 家族・親族
- 父・鈴木良雄（1877-1904） ‐ 小高銀行支配人代理。安蔵が生まれる半月前に病死。[4]
- 母・ルイ（1878-1925） ‐ 夫早世し、雑貨商い。1903年に夫ともに小高教会で受洗し、安蔵も毎週教会に通った。[5]
- 妻：栗原俊子 ‐ 俊子の父・栗原基は英語学者でキリスト者、兄の栗原佑は安蔵の二高時代の後輩[6]。同志社大学出身。
- 長女・鹿島理智子（1927-） ‐ 共立薬科大学（化学）教授・鹿島哲の妻。青山女学院、東京女子大学専門部外国語科卒。英語講師。[7]
- 孫：鹿島徹 ‐ 理智子の長男。哲学者、文芸評論家。[8]
- 相婿・渡部義通 ‐ 俊子の妹の夫[6]
- いとこ・新田目直寿[6]（1904-1970） ‐ 弁護士・新田目善次郎の長男として福島県平市に生まれ、海軍兵学校を卒業、中尉任官後肋膜炎で休職し、安蔵の影響を受けて海軍士官赤化事件に連座し、治安維持法違反により免官、その後同盟通信社、南洋倉庫、バタビヤ日本領事館を経てジャカルタの海軍武官府第3課長として占領行政に従事、民船運航会理事長も務めた[9][10][11]。密入国を助けた吉住留五郎（en:Tomegorō Yoshizumi）の妹マサノと戦後結婚し（直寿は再婚[12]）、日イ両国間の経済協力計画に参加、商社マンとしてインドネシアに駐在中、路上強盗に刺殺された[9][10]。大仏次郎の小説『帰郷』の主人公のモデルと言われる[10]。義兄に日本人初のハッジ (尊称)でインドネシア日本軍政時代の宗教指導者小林哲夫[11]。
- いとこ・平田まつ ‐ 直寿の妹[6]。夫の平田良衛（1901-1976）は金房村の地主の子で、安蔵の二高時代の同級生であり、東京帝国大学卒業後、プロレタリア科学農業問題研究会ドイツ語教師となり、戦後は日本共産党福島県地方委員会書記長となった[13][14]。新田目家は直寿・まつのほか、二人の姉妹も社会主義運動の活動家となった[6][15]。まつと娘の典子は終戦の4か月前に上海から引き揚げる途中、朝鮮沖で船が魚雷攻撃により沈没し死去し、軍用機で帰国した良衛は故郷に戻り、翌年志賀義雄の妹・節子と再婚した[16]。
- 親戚・松本孫右衛門、高野信[6]

## 著書

### 単著
- 『マルクス主義者は労働者農民のために何を戦ひとらうとするか』(労働者教育パンフレット）太平洋書房 1930
- 『憲法の歴史的研究』大畑書店 1933
- 『日本憲政成立史』学芸社 1933
- 『日本憲法学の生誕と発展』叢文閣 1934
- 『日本憲法史研究』叢文閣 1935
- 『比較憲法史』(唯物論全書) 三笠書房 1936
- 『現代憲政の諸問題』泰山房 1937
- 『明治初年の立憲思想 (日本政治・経済研究叢書）育生社 1938
- 『自由民権・憲法発布 (近代日本歴史講座) 白揚社 1939
- 『日本憲法史概説』中央公論社 1941
- 『日本政治の規準』東洋経済新報社 1941
- 『憲法制定とロエスレル 日本憲法諸原案の起草経緯と其の根本精神』東洋経済新報社 1942
- 『政党論 政党と国民的政治組織 (政治全書)日本評論社 1943
- 『明治維新政治史 現代日本の誕生』中央公論社 1942
- 『政治文化の新理念』利根書房 1942
- 『太政官制と内閣制』昭和刊行会 1944
- 『伊藤博文 評伝』昭和刊行会 1944
- 『日本の民主主義』(民主主義講座)革新社 1946
- 『憲法と民主主義』(光文新書) 光文社 1946
- 『憲法と自由民権』永美書房 1946
- 『民主憲法の構想』(光文新書）光文社 1946
- 『明治憲法と新憲法』世界書院 1947
- 『新憲法の解説と批判』新文藝社 1947
- 『歴史と政治』実業之日本社 1948
- 『憲法と人民の政治』同友社 1948
- 『史的唯物論の研究 生産力・階級・法・道徳』実業之日本社 1948
- 『自由民権』白揚社 1948
- 『政治学入門』北隆館 1949
- 『政治学の基礎知識』(新らしい知識講座)世界評論社 1949
- 『史的唯物論と政治学』中央公論社 1949
- 『政治学原論』勁草書房 1950
- 『比較憲法史』(勁草全書) 勁草書房 1951
- 『基本的人権』実業出版 1951
- 『政治と生活』(社会科全書) 岩崎書店 1952
- 『憲法』(新法学全書) 評論社 1953
- 『憲法概論』勁草書房 1953
- 『憲法改正 日本国憲法を中心とする考察』如水書房 1953
- 『政治学』(青林全書)青林書院 1955
- 『憲法改正と憲法擁護』勁草書房 1955
- 『憲法学原論 憲法学および日本憲法の解明』(勁草全書) 勁草書房 1956
- 『憲法研究』酒井書店 1958
- 『憲法と条約と駐留軍』至誠堂 1959
- 『現代議会批判』至誠堂 1959
- 『法律史』(日本現代史大系) 東洋経済新報社 1960
- 『国法学 憲法学の基礎理論』(勁草全書）勁草書房 1960
- 『日本国憲法概論』評論社 1962
- 『憲法論集 大衆行動・国会・憲法改正』評論社 1963
- 『憲法の理論 改憲問題の解明』勁草書房 1965
- 『日本憲法学の生誕と発展 憲法学の課題と方法の探求』法律文化社 1966
- 『憲法学三十年』評論社 1967
- 『憲法学の構造』成文堂 1968
- 『近代日本と民主主義』(新日本新書)新日本出版社 1969
- 『日本憲法学史研究』勁草書房 1975
- 『憲法制定前後 新憲法をめぐる激動期の記録』(青木現代叢書)青木書店 1977

### 共編著
- 『帝国議会の歴史と本質』吉場強共著 高山書院 1940
- 『自由民権運動史』編. 富山書院 1942
- 『第一次世界大戦前後』京口元吉,松下芳男,今里勝雄共著, 鈴木編. 白揚社 1944
- 『官吏制度の研究』蠟山政道共編 同友社 1948
- 『近代日本の政党と議会』吉場強 共著 労働文化社 1948
- 『討論 理論と実際』蝋山政道,羽仁五郎共著 中央社 1948
- 『言論弾圧史』(ジャーナリズム叢書 日本ジャーナリスト連盟共著 銀杏書房 1949
- 『革命』編 北隆館 1950
- 『基本的人権の研究』(政治学研究叢書）染野義信共編 勁草書房 1954
- 『ファシズムと軍事国家』 (政治学研究叢書) 浅田光輝共編 勁草書房 1954
- 『ハロルド・ラスキ研究』(政治学研究叢書）編. 勁草書房 1954
- 『憲法学の課題』(政治学研究叢書）編 勁草書房 1954
- 『憲法改正の基本問題』(政治学研究叢書）編 勁草書房 1956
- 『比較日本国憲法条文』編. 評論社 1956
- 『法学概論』吉田力雄共編 評論社 1956
- 『ソヴェト制の研究』(政治学研究叢書)編 勁草書房 1956
- 『日本の国家構造』(政治学研究叢書）編 勁草書房 1957
- 『法学入門』編. 評論社 1961
- 『現代福祉国家論批判』編. 法律文化社 1967
- 『日本の憲法学 歴史的反省と展望』(憲法理論研究叢書) 編. 評論社 1968
- 『日本国憲法 運動のための解釈』(平和新書) 編著 平和書房 1968
- 『学問の自由と教育権』星野安三郎共編. 成文堂 1969

### 翻訳
- ロゾウスキー『変革期に於けるロシヤ労働組合運動 党、労働組合、工場委員会並びにソヴイエツト』叢文閣 1927
- 『労働組合の指導理論』(政治批判叢書）訳 弘文堂東京店 1928
- アンドリアス・ニン『ファシズムに対する闘争』叢文閣 1928
- レーニン『国家について』(社会問題研究パンフレツト) 永田書店 1929

### 記念論文集
- 『憲法調査会総批判 憲法改正問題の本質 鈴木安蔵教授還暦祝賀論文集』有倉遼吉等編. 日本評論社 1964
- 『日本憲法科学の曙光 鈴木安蔵博士追悼論集』勁草書房 1987

## 鈴木を取り上げた作品
2007年（平成19年）の憲法実施60年をきっかけに、日本人の手で民主的な憲法を実現しようとした鈴木と憲法研究会の活動に脚光が当たることとなり、鈴木らをモデルとした映画「日本の青空」が制作・公開された（鈴木を演じたのは高橋和也）。またNHK教育テレビは同年2月10日午後10時から放送されたETV特集第168回「焼け跡から生まれた憲法草案」（90分番組）で鈴木らの活躍をドキュメンタリーで描き、放送した。